# Police nad Metují
Police nad Metují település Csehországban, Náchodi járásban. Police nad Metují Žďár nad Metují, Suchý Důl, Teplice nad Metují, Velké Petrovice, Křinice, Jetřichov, Bezděkov nad Metují, Machov és Bukovice településekkel határos. Lakosainak száma 4150 fő (2024. január 1.).

## Népesség
A település lakosságának változását az alábbi diagram mutatja:
| Lakosok száma | 4818 | 4822 | 4746 | 4169 | 4676 | 4396 | 4123 | 4086 | 3961 | 4150 |
|               | 1869 | 1890 | 1921 | 1950 | 1980 | 2001 | 2017 | 2019 | 2022 | 2024 |